# Eva Andersson (Fußballspielerin)
Eva Andersson (* 15. August 1963) ist eine ehemalige schwedische Fußballspielerin. Die Mittelfeldspielerin spielte von 1981 bis 1987 in der Nationalmannschaft, mit der sie 1984 die erste Europameisterschaft (der Frauen) gewann.

## Karriere

### Vereine
Andersson gehörte im Laufe ihres Vereinsfußballs zunächst dem Kubikenborgs IF in Sundsvall an. Anschließend kam sie für die in derselben Stadt in der Provinz Västernorrlands ansässigen GIF Sundsvall und Sundsvall DFF sowie für den in Öxabäck in der Provinz Västra Götalands ansässigen Öxabäck IF – noch vor Einführung der Damallsvenskan 1988, der höchsten Spielklasse im schwedischen Frauenfußball – zum Einsatz. Mit letztgenannten Verein gewann sie 1987 die Schwedische Meisterschaft.

### Nationalmannschaft
Am 25. April 1981 debütierte sie in der Nationalmannschaft, die das in Freundschaft ausgetragene Länderspiel gegen die Nationalmannschaft der Niederlande in Zweeloo mit 1:2 verlor; sie wurde in der 36. Minute für Marie Arnberg eingewechselt. Ihr zweites Länderspiel – ebenfalls in Freundschaft ausgetragen – bestritt sie am 23. Mai 1981 in Montauban beim 6:1-Sieg über die Nationalmannschaft Frankreichs. Ihr erstes Länderspieltor von sieben erzielte sie in ihrem dritten Länderspiel am 16. Juli 1981 in Karis beim 2:0-Sieg gegen die Nationalmannschaft Norwegens mit dem Treffer zum 2:0 in der 37. Minute, 17 Minuten nach ihrer Einwechslung für Ann Jansson; es war ihr erstes von drei Spielen im Turnier um die Nordische Meisterschaft, die in Finnland ausgetragen wurde. Im weiteren Verlauf kam sie zu zehn weiteren Freundschaftsländerspielen zum Einsatz, wie auch in drei weiteren im letztmals ausgetragenen Turnier um die Nordische Meisterschaft 1982 in Dänemark.
Des Weiteren bestritt sie acht EM-Qualifikationsspiele (die letzten 4 Gruppe 1 1982/83 und die ersten 4 Gruppe 3 1985/86) kam in allen vier Spielen der EM-Finalrunde 1984 und in zwei Spielen der EM-Finalrunde 1987 zum Einsatz.
Im seinerzeit in Hin- und Rückspiel ausgetragenen Finale gegen die Nationalmannschaft Englands konnte kein Sieger ermittelt werden, da sowohl in Göteborg als auch in Luton jede Mannschaft mit 1:0 das Spiel für sich entscheiden konnte. Im notwendig gewordenen Elfmeterschießen vergab Helene Johansson als Einzige ihrer Mannschaft, die dennoch mit 4:3 den Titel gewann; daran hatte ihre Torhüterin Elisabeth Leidinge mit zwei abgewehrten Schüssen erheblichen Anteil. Drei Jahre später erreichte sie mit Schweden erneut das Finale, das fortan in einem Spiel ausgetragen wurde. Gegner war die Nationalmannschaft Norwegens, die den Titel mit einem 2:1-Sieg das erste Mal gewann.
Zum Abschluss ihrer Länderspielkarriere nahm sie mit ihrer Mannschaft am Turnier um den Nordamerika-Pokal in Blaine im Bundesstaat Minnesota teil. Sie trug mit ihren vier Einsätzen vom 5. bis zum 11. Juli 1987 zum späteren Turniersieg bei.

## Erfolge
Nationalmannschaft
- Europameister 1984
- Finalist Europameisterschaft 1987
- Turniersieger Nordamerika-Pokal 1987
- Nordischer Meister 1981

Öxabäck IF
- Schwedischer Meister 1987

## Auszeichnung
- Schwedische Fußballspielerin des Jahres 1985